# Норман, Монтегю
Монтегю Коллет Норман, 1й барон Норман (англ. Montagu Collet Norman, 1st Baron Norman; 6 сентября 1871 — 4 февраля 1950) — британский банкир, управляющий Банком Англии в 1920−1944 годах.

## Биография

### Молодость и образование
Родился в западной части центрального Лондона, в районе Кенсингтон. Монтегю был старшим сыном Фредерика Генри Нормана (Frederick Henry Norman) и Лины Сюзан Пенелопы Коллет (Lina Susan Penelope Collet), дочери сэра Марка Уилкса Коллета, 1-го баронета (Mark Wilks Collet, 1st Baronet). Как говорят в Англии, Норман «родился с серебряной ложкой во рту», то есть в состоятельной семье, обладающей высоким социальным статусом. Семья Нормана была хорошо известна в банковских кругах. Его отец и дедушка по отцовской линии, как и многие другие аристократы той эпохи, занимали выборные должности директоров Банка Англии. Его отец и дедушка по материнской линии, сэр Марк Коллет, также был членом совета директоров Банка Англии. Мать Монтегю, Лина Коллет, сыграла заметную роль в формировании характера старшего сына. Она была выразительным персонажем викторианской эпохи с хроническими недугами и ворчливым характером. Деспотичный характер матери, вынужденной из-за недуга проводить время в постели, отразился самым болезненным образом на невротичном Монтегю. Лина Коллет скончалась за несколько недель до своего сына в возрасте девяноста девяти лет.
Норман учился в привилегированном Итонском колледже для мальчиков в пригороде Лондона. Кроме того, он провёл один год в Кингс-колледже (колледже Кембриджского университета) и покинул его, когда преподаватели отчаялись сделать из молодого человека классического учёного. Затем Норман отправился на продолжительное время путешествовать по Европе. В пансионе Дрездена он разучивал немецкий язык, а в одной из высокогорных деревень Швейцарии — французский. О десятилетнем периоде его жизни до начала банковской карьеры, когда Норман был полностью посвящён самому себе, мало что известно.

### Начало профессиональной карьеры
После возвращения из Европы в 1892 году Норман поступил на службу в Martins Bank (Ливерпуль), где его отец был партнёром (совладельцем). Через пару лет Норман сбежал из-под опеки отца и в 1894 году перешёл в банковскую компанию Brown Shipley & Co (Лондон), известной как Brown Shipley, где партнёром был его дедушка со стороны матери. В 1895 году Монтегю перебрался в инвестиционный банк Brown Bros. & Co. (Нью-Йорк). В течение ряда лет изучал банковские операции в Лондоне и Нью-Йорке и много путешествовал по Америке. До 1900 года Норман был заурядным банковским служащим. Его деятельность носила рутинный характер, учитывая, что жизнь инвестиционного банка на пересечении XIX и XX века была намного менее обременительной, чем столетие спустя.
В 1900 году Норман сам стал партнёром в Brown Shipley. Однако в поиске приключений отправился в Южную Африку, где шла Англо-бурская война. Норман присоединился к 4-му Бердфордширскому и Хартфордширскому ополчению (4th Bedfordshire and Hertfordshire Regiment), принимал участие в военных действиях и в 1901 году был награждён воинским орденом «За выдающиеся заслуги». На войне Норман возмужал и вернулся в звании капитана. В течение нескольких последующих месяцев дедушка сэр Марк Коллет и несколько других старших партнёров удалились от дел, выйдя на пенсию, и забота о банковском деле семьи легла на плечи Монтегю.

### Психическое расстройство
Военная драма в Южной Африке не могла обойти его стороной. Считается, что на войне Норман приобрёл психическое расстройство, которое наложило неизгладимый отпечаток на его характер. С 1903 по 1914 годы Норман находился в непрерывной ссоре с другими партнёрами Brown Shipley. Корпоративные конфликты чередовались с приступами депрессии. В конечном счёте, Норман принял решений выйти из бизнеса. Он изъял семейный капитал из Brown Shipley в 1911 году и полностью покинул банк в 1915 году. В течение ряда лет Норман переходил от одних врачей к другим. Апогеем лечения стали консультации у знаменитого Карла Юнга в цюрихской клинике в 1913 году. Оценка Юнга была предельно жёсткой: мания величия и склонность к безумию. Младшему брату Рональду Норману Юнг с сожалением констатировал, что Монтегю неизлечим и не проживёт больше, чем несколько месяцев.
По всей видимости, Монтегю Норман страдал от острого маниакально-депрессивного психоза. К счастью, родственники, напуганные вердиктом, устроили ему анонимное лечение у другого швейцарского врача. Итогом стало возвращение в Лондон, где Монтегю полностью сосредоточился на работе в Банке Англии.

### Восхождение в Банке Англии
Ещё находясь в Brown Shipley, Норман занял должность директора (члена совета директоров) Банка Англии в 1907 году. Позиция директора была статусная: она подразумевала общественные обязанности, которые должны выполнять члены аристократических семей Лондона, понимающие в банковском деле. Партнёры банков, если не уклонялись от «привилегии», когда-либо становились директорами Банка Англии. В их обязанности входило участие в заседаниях и утверждение ключевых решений исполнительного руководства Банка Англии. Негласное правило корпоративного управления в Банке Англии гласило, что управляющий должен занимать свой пост не более двух лет, после того как два года отработает заместителем управляющего. Норман первым его нарушил, поставив исторический рекорд пребывания в должности.
Норман сочетал позицию директора на условиях частичной занятости и основную работу в Brown Shipley. К 1914 году он завоевал репутацию компетентного банкира, и остальные директора стали прислушиваться к его мнению. После 1915 года, когда Монтегю покинул Brown Shipley и полностью погрузился в будни Банка Англии, его влияние только усилилось. Основным оппонентом Нормана был заместитель управляющего в 1915—1918 годах Брайен Кокейн, партнёр компании Anthony Gibbs and Sons. Норман препятствовал расширению влияния на Банк Англии Казначейства Великобритании, чьи интересы представляли секретарь Казначейства Роберт Челмерс и молодой Джон М. Кейнс. Нормана поддерживали директора и бывший управляющий Банком Англии влиятельный Уолтер Канлифф. «Наш опыт в Европе показывает, что в случае [центральных] банков, которые правительство контролирует или ограничивает им свободу, это не закончилось выгодой для общества», — утверждал Норман.
С 1913 года Норман начинает вести подробный дневник, который в настоящее время является основным источником информации о его ежедневной работе.
В 1917 году Нормана как активного молодого руководителя при поддержке Уолтера Канлиффа назначают заместителем управляющего, а Брайен Кокейн перемещается на позицию управляющего, которую он занимал с 1918 по 1920 годы. В течение двух лет Норману удалось обрести поддержку со стороны других директоров Банка Англии и организовать своеобразный «дворцовый переворот», в результате которого в 1920 году его избирают управляющим. Следующие двадцать лет под его руководством оставили противоречивый след в истории как Банка Англии, так и глобальной валютной системы в целом.

### Политика Банка Англии и валютный кризис 1931 года
Под началом Нормана политика Банка Англии претерпела значительные изменения. Как отмечают комментаторы, при принятии решений он руководствовался, преимущественно, деловым инстинктом, нежели интеллектуальным анализом. Ретроспективный взгляд на его решения свидетельствует о шаблонном восприятии экономической действительности, консерватизме и непредусмотрительности. Норман считал необходимым возврат к золотому стандарту и восстановление довоенного курса фунта стерлинга. Однако никаких экономических предпосылок для этого не существовало. Норман использовал все своё влияние, чтобы вернуть прежний «правильный» экономический порядок. Восстановление довоенного курса привело к переоценке фунта стерлинга на 10-12 %.
Денежные власти пытались доступными средствами справиться с завышенным курсом фунта стерлинга. Банк Англии прибег к новым методам, включая интервенции на валютном рынке, контроль над оттоком капитала, создание положительного процентного дифференциала между рынками Лондона, Нью-Йорка и Парижа. Кроме того, Норман не забывал о психологическом давлении на банки, чтобы сохранить валютный курс, находящийся под спекулятивной атакой. Все предпринятые меры носили временный характер и не могли устранить фундаментальное нарушение внешнего макроэкономического равновесия. Норман был неумолим и верил, что для поддержания статуса великой державы Великобритании необходим золотой стандарт и прежний валютный курс. «Золотой стандарт — это лучший „управляющий“, который может быть создан для мира, — пафосно заявлял Норман, — являющийся все ещё человеческим, а не божественным».
Поспешность возвращения золотого стандарта привела к ухудшению торгового баланса Великобритании. Экономисты Банка Англии и его руководитель верили, что британская экономика подстроится под валютный курс: произойдёт адаптация цен и заработных плат. Однако адаптация была неполной, медленной и имела негативный эффект: дефляция и необходимость снижения зарплат, что встречало социальное сопротивление и противодействие профсоюзов. В результате адаптации британской экономики в полной мере не произошло, и общество столкнулось в 1925-31 годах с проблемой глубокого спада производства и массовой безработицей. Экономические проблемы, конечном счёте, толкнули страну к валютному кризису.
В 1931 году Великобритания отказалась от золотого стандарта. Золотые резервы были переданы в распоряжение Казначейства Великобритании. Это подорвало стиль операций Нормана, который предпочитал скрытые сделки по собственному усмотрению. Теперь операции с резервами следовало согласовывать с Казначейством Великобритании.
Критики Нормана отмечают, что его ортодоксальная вера в золотой стандарт, действовавшего в викторианскую эпоху, сослужила Великобритании плохую службу. В 1925 году он признался: «Я обвиняюсь в том, что вернулся к золотому стандарту. Это была, вероятно, ошибка… Только Бог может сказать, было ли это [возврат к курсу $4,86 за фунт стерлинг] или не было правильным числом». В то же время кризис не был его единоличной ошибкой, он был коллективным просчётом влиятельных экономистов и банкиров того времени, включая сторонников Нормана — Артура Пигу из Кембриджского университета, Эдвина Кеннана из Лондонской школы экономики, канцлера Казначейства Джона Брэдбери, экс-управляющего Банком Англии Уолтера Канлиффа и других.
Современные экономисты невысоко оценивают результаты его работы. Британский экономист Адам Посен, внешний член комитета денежно-кредитной политики Банка Англии в 2009—2012 годах, рассказывал, что когда он не мог решить, как голосовать по уровню процентной ставки Банка Англии, он смотрел на гигантский портрет Нормана, висящий в конференц-зале комитета и спрашивал себя: «что бы сделал Монтегю?» и голосовал за противоположное. Некоторые современные экономисты считают, что в основе ошибок Банка Англии лежало отсутствие макроэкономических знаний и полноценных данных по платёжному балансу Великобритании. На взгляд Чарльза Гудхарта из Лондонской школы экономики, «главной преступницей катастрофического периода в экономической истории [Великобритании] была классическая экономическая теория, Монтегю Норман был только соучастником». Ошибки Банка Англии дорого стоили другим европейским центральным банкам. Надежда на восстановление довоенной валютной системы окончательно рассеялась, что открыло дорогу к повсеместному отказу от золотого стандарта и началу формирования валютных блоков вокруг ведущих валют.

### Банк Англии становится центральным банком в современном понимании
Под руководством Нормана Банк Англии превратился в куратора британского финансового сектора. Он не только отвечал за валютный курс, конвертируемость фунта стерлинга, процентные ставки денежного рынка и казначейское обслуживание правительства, но и за состояние финансового «здоровья» банков, от которых зависит денежный рынок. В отличие от других глав центральных банков того периода, Монтегю брал на себя ответственность за стабильность банков. В случае трудностей Банк Англии был готов оказать помощь любому финансовому институту, будь то клиринговый, торговый или иностранный банк, чьи масштабы операций заметны на лондонском рынке. Выполнение функции кредитора последней инстанции вошло в постоянный арсенал Банка Англии в 1920-е гг. У других центральных банков, включая ФРС США, эта роль прижилась спустя десятилетие.
Норман активно развивал денежно-кредитные операции Банка Англии. Постепенно центральный банк отошёл от операций с частными ценными бумагами и сосредоточился на наиболее надёжном активе, государственных ценных бумагах. Для поддержания устойчивых процентных ставок на денежном рынке Банк Англии предоставлял кредиты частным банкам. Однако в случае существенного дисбаланса спроса и предложения ликвидности он продавал и покупал ценные бумаги. Это заложило основы операций на открытом рынке в качестве нового стандарта денежно-кредитной политики.

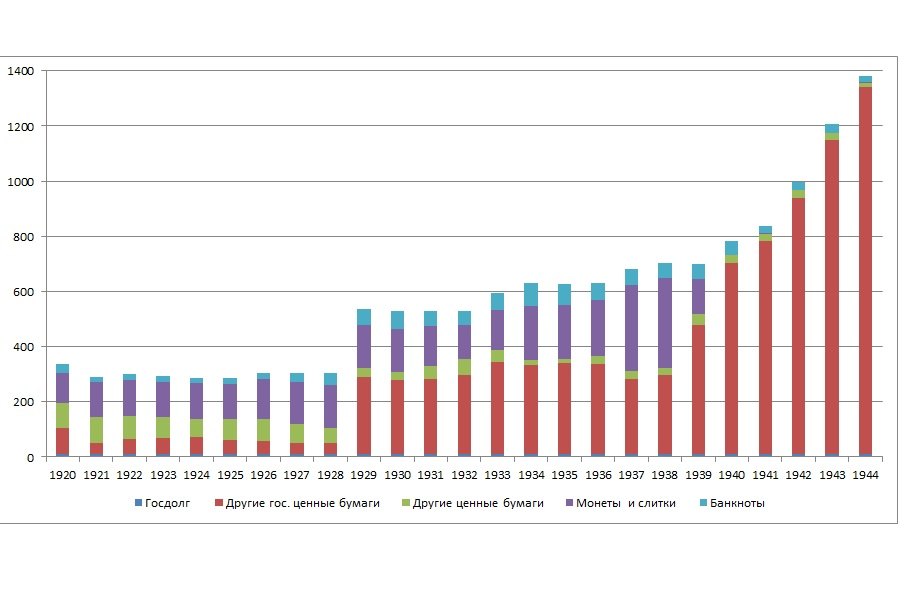
Структура активов Банка Англии в период управляющего М.Нормана, 1920-44 годы, млн. фунт стерлингов

Когда Великобритания оказалась втянутой в мировую войну, Банк Англии полностью сосредоточился на финансировании дефицита госбюджета, пытаясь одновременно сохранить контроль над процентными ставками. В течение периода правления Нормана баланс Банка Англии увеличился с 6,2 % до 14,2 % ВВП. Иными словами, Банк Англии осуществлял эмиссионное финансирование экономики. Доля ценных бумаг, связанных с государством, выросла с минимальных 16 % активов в 1927 г. до 97 % активов в 1944 г. Таким образом, Банк Англии, несмотря на скрытые инфляционные последствия, способствовал финансированию военных расходов правительства (см. иллюстрацию).
Норман регулярно встречался с Комитетом лондонских клиринговых банков (Committee of London Clearing Bankers), а также с главами крупнейших банков. Цели встреч состояли в координации политики Банка Англии и операций банков. Норман убеждал банкиров фиксировать процентные ставки по операциям на межбанковском денежном рынке на уровне, необходимом для Банка Англии для привлечения иностранного капитала и покрытия дефицита торгового баланса. Он также стремился препятствовать обращению золота на внутреннем рынке. Управляющий просил клиринговые банки отказаться от операций за рубежом и публиковать еженедельные данные о своих операциях, чтобы были известны объёмы трансграничных операций с фунтом стерлингом.

### Международная координация центральных банков
Норман обладал широкими связями в мире центральных банков и находился в хороших отношениях с руководством ФРС США, Банка Франции и немецкого Рейхсбанка. Знакомства помогли создать Банк международных расчетов, содействовать учреждению Лиги Наций и наладить взаимное кредитование между центральными банками. Норман способствовал учреждению центральных банков в британских колониях, которые могли развивать местное банковское дело, но в то же время делали колониальные экономики более автономными от метрополии.
На публичном обсуждении проекта создания Имперского банка Индии (который в последующем будет реорганизован в Резервный банк Индии) на Королевской комиссии по индийской валюте и финансам Норман заявлял: «Насколько я знаю, нет ни одного современного государства без центрального банка, и думаю, что могу пойти дальше и сказать, что все страны, которые развивались устойчивее и быстрее, имели сильный и независимый центральный банк».
Норман активно использовал знакомства для продвижения института центрального банка не только в доминионах, но и за пределами Британского содружества. Норман консультировал глав центральных банков по вопросам размещения резервных активов и операций на денежном рынке Лондона. Все это имело далеко идущие стратегические цели, связанные с обеспечением иностранного спроса на фунт стерлинг и поддержанием его роли в качестве главной резервной валюты.
В то же время его активность на международной аренде оставалась под покровом секретности. Стиль Нормана состоял в поддержании личных отношений с сильными мира, принятии «клубных» решений и полной закрытости для публики.

### Сотрудничество с фашистской Германией
Норман был близким другом президента немецкого Рейхсбанка Ялмара Шахта и стал крестным отцом для одного из его внуков. Оба они были членами Anglo-German Fellowship, существовавшей в 1935—1939 годах и обвинявшейся в связях с нацистами. В 1932 году на кёльнской вилле барона Курта фон Шредера состоялась встреча Нормана с Адольфом Гитлером и фон Папеном, на которой была достигнута договорённость о финансировании НСДАП и кредитовании немецкого Рейхсбанка со стороны Банка Англии. Архивы Банка Англии свидетельствуют о том, что в марте 1939 года Норман помог нацистам продать золото, награбленное в оккупированной Чехословакии. Норман наивно верил, что поддерживая дружеские отношения к Ялмаром Шахтом и его политическим руководителем, он обеспечит «мирное небо» над Великобританией.

### Отставка и смерть
Как и двадцать лет назад, управляющий Банком Англии оказался в эпицентре «дворцового переворота». На этот раз альтернативным лидером выступил Томас Катто, финансовый советник Казначейства Великобритании. Смена руководства произошла под лозунгом возврата контроля правительства над Банком Англии. В 1944 году Норман подал в отставку с поста управляющего. Новый управляющий способствовал национализации Банка Англии.
Выступая в Палате лордов по теме законопроекта о Банке Англии, Томас Катто заявил: «Вероятно, правильно будет сказать, что полномочия [определять политику центрального банка] в соответствии с законопроектом становятся немного больше, чем предусмотрено уставом, чем задавалось длительное время обычаем и традицией. Тем не менее, полномочия — это коренные изменения, и теперь они принадлежат правительству и парламенту». В 1946 году Банк Англии потерял независимость и был национализирован, что отрыло эпоху дирижизма в британской экономике.
Уйдя на пенсию, Норман получил пэрство как барон Норман 13 октября 1944 года. В дополнение к ордену «За выдающиеся заслуги» и членству в Тайном совете он также был Великим офицером бельгийского Ордена Короны. Монтегю Норман скончался 4 февраля 1950 года, в своём доме в Лондоне, в результате инсульта.

## Психологический портрет Монтегю Нормана глазами коллег
Монтегю Норман благодаря своим новациям во многом считается отцом института центрального банка. Однако в жизни он представал спорной и загадочной личностью. Биографы Нормана описывают его как весьма противоречивую фигуру. Для современников Норман был непонятным, чьи способности публично объяснять свои действия были далеки от того, какими властными полномочиями он обладал. С одной стороны, Норман обладал интуицией и профессиональной квалификацией, которые, к сожалению, он был неспособен проявить в полной мере в своих выступлениях. С другой стороны, для наблюдателей Норман представал автократом, страдающим от мании величия, который продолжал смотреть на новый послевоенный мир сквозь очки викторианской эпохи.
Экс-управляющий Банком Англии Уолтер Канлифф так характеризовал Нормана накануне его назначения (1920): «Монтегю Норман… бесспорно лучший человек, которого они имеют в Банке. Он будет следующим управляющим. В поле зрения больше нет никого. Но его блестящая невротическая индивидуальность, несомненно, доставит неприятности. Я полагаю, что есть только одно возможное лечение — тяжелая работа. Так что я привел его в Банк, на полный рабочий день, чтобы помочь Кокейну… И все же мысль, что Норман — управляющий, просто пугает меня. Вы видите, что он — необычная индивидуальность. Как только он им станет, он не почувствует, когда пора уходить. Ему нужна власть, чтобы продолжать идти, и он не отдаст её до тех пор, пока не станет слишком поздно».

## Личная жизнь и семья
2 ноября 1933 года 62-летний Норман женился на 34-летней Присцилле Сесилии Марии Рейнтьенс (Priscilla Cecilia Maria Reyntiens), для которой это был второй брак. Первый брак, который принёс ей двух сыновей, пасынков Нормана, не заладился и был расторгнут в 1929-м году. Присцилла, которая была внучкой Монтегю Берти, 7-го графа Абингдона (Montagu Bertie, 7th Earl of Abingdon), служила в Лондонском городском совете и поддерживала учреждения здравоохранения.
Его младший брат Рональд Коллет Норман (Ronald Collet Norman) и племянник Марк Норман (Mark Norman) тоже стали известными банкирами. Внучатый племянник Дэвид Норман (David Norman) сделал успешную карьеру в лондонском Сити и прославился как покровитель искусства. В связи с тем, что у Нормана не было собственных детей, его титул барона никому не перешёл.

## Известные цитаты
«Когда через правовую процедуру простые люди потеряют свои дома, они станут более послушными и управляемыми сильными руками правительства, за которыми стоит центральная власть богатства ведущих финансистов».
«Эти истины известны нашим руководителям, которые сейчас заняты строительством империализма для управления миром. Разделив избирателей в системе политических партий, мы можем заставить их тратить свою энергию в борьбе за незначительные вопросы».
«Интересно, есть ли кто-нибудь в мире, кто может действительно направлять мир или его страну с гарантированным результатом, который имели бы его действия».